# Чешки коридор
Чешкият коридор e неуспешно предложение по време на Парижката мирна конференция от 1919 г. след Първата световна война. Според предложението, тънка линия земя трябва да съединява Чехословакия и Кралство Югославия. Нарича се Чешки коридор, тъй като представители на Югославия на Мирната конференция заявяват, че биха предпочели да бъде даден на чехите. Предложението се отхвърля от конференцията.
Коридорът се състои от Бургенланд, заедно с други земи, които са по протежението на границата между Австрия и Унгария. На меморандум на френското правителство от февруари 1916 г., Томаш Масарик заявява, че коридорът би поправил „разделението между чехословаци и югослави“, произтичащо от Унгарското завоевание през IX век.
Коридорът е с дължина 200 километра и ширина 80 километра. Той пресича четири унгарски области: Мошон, Шопрон, Ваш и Зала. Има и други варианти на предложението, които настояват за значително по-голям коридор.
Малко вероятно е на славянските държави да е могло да се даде разрешение за подобна дейност, използвайки принципите на самоопределение, тъй като от 1 171 000 души, живеещи в тази област 662 000 са унгарци, 220 000 славяни и 289 000 други (най-вече германци). Според чехите основната цел на коридора е да се отделят германците от Източна и Централна Европа. Споменават също, че това би било от полза за французите. Повечето спекулират, че е предназначен да даде на Чехословакия по-голям дял от Дунава, за да направи Братислава голямо дунавско пристанище; това би изолирало Унгария още повече. Чехословашките делегати твърдят, че Братислава е старата столица на Словакия, пропускайки факта, че Братислава е столица на Унгария за четири века.
Предложението се подкрепя от последоввателли на панславянската идеология, тъй като би създала съвмесна граница между две държави, които представляват славянското единство (Чехословакия и Кралство на сърби, хървати и словенци). Повече славянски поддръжници заявяват, че така ще се създаде връзка със западните и южните славяни.